# Rodrigo Rojo
Rodrigo Rojo Piazze (Montevideo, 21 de julio de 1989) es un futbolista uruguayo que juega como defensa.

## Trayectoria

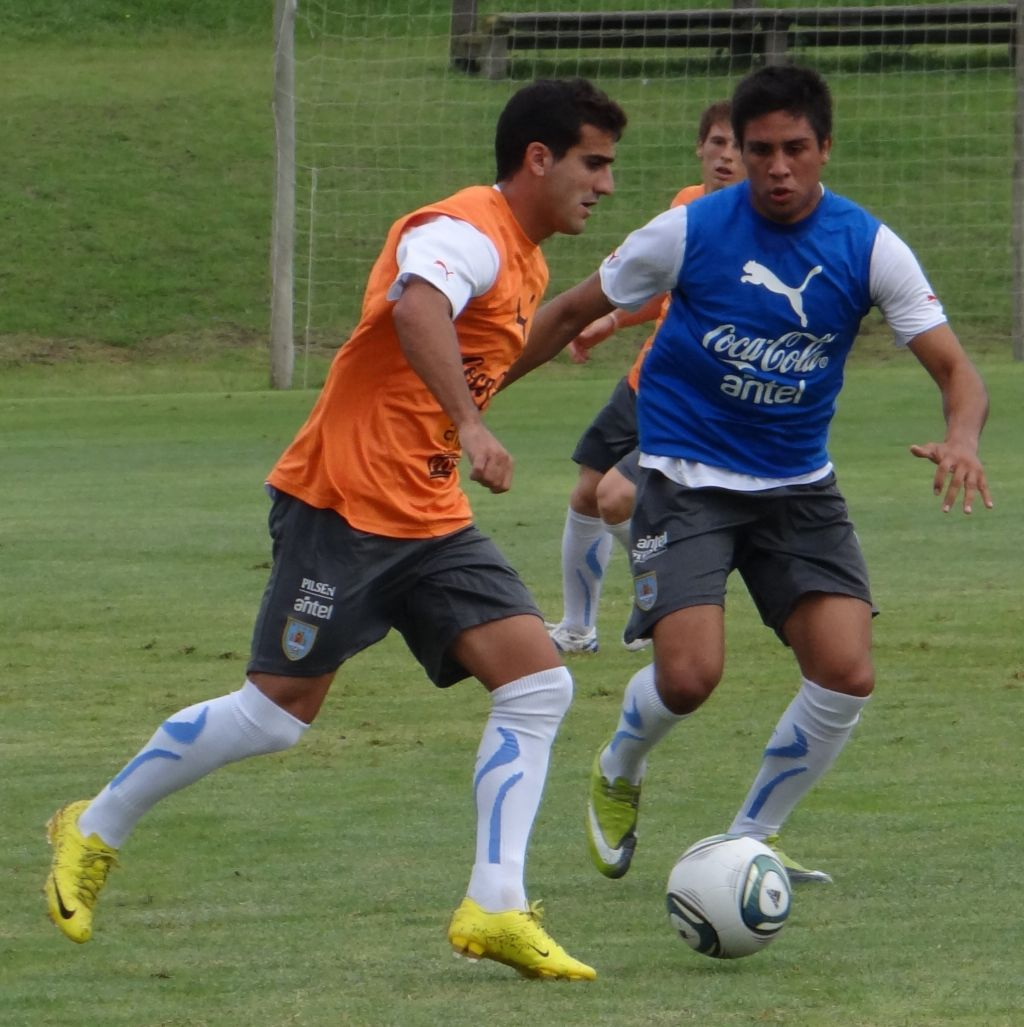
Rodrigo en una práctica de la Selección Uruguaya de Fútbol llevando la pelota frente a Ramón Arias

Jugó en las inferiores de River Plate de Uruguay desde el 2007 a julio del 2009. Luego pasó a ser jugador de Rampla Juniors, donde jugó 6 meses en la tercera división, hasta que en comienzos de 2010 el técnico Eduardo Del Capellán lo seleccionó para que integre el plantel de Primera División de Rampla Juniors.
Su debut en la Primera División fue el 24 de enero de 2010, frente a Cerro, su clásico rival, el partido terminaría 2 a 2, encuentro correspondiente a la primera fecha del Torneo Clausura 2010.
Su primer gol en Primera División fue con el Picapiedra en el Torneo Clausura Uruguayo, el 3 de marzo del 2012 ante Racing, donde ganó Rampla Juniors por 4 a 3.
El 14 de febrero del 2012 fue preseleccionado en una lista de 73 jugadores, por Óscar Washington Tabárez para disputar los Juegos Olímpicos de Londres 2012 con la selección uruguaya.
En agosto de 2012 firmó su vinculación con Fénix, luego de haber defendido la camiseta de Rampla Juniors en 50 ocasiones. Su debut en Fénix fue el 26 de agosto contra Peñarol donde el albivioleta ganó por 4 a 3.
Luego de 5 temporadas en el Fútbol Uruguayo, donde en el último campeonato fue figura, y casi 100 partidos en Primera División, firmó en julio de 2014 un contrato por 5 años con el Standard Lieja de Bélgica, pero fue cedido a préstamo al Újpest de Hungría.
En enero de 2015 fue transferido al Sint-Truidense de Bélgica. A mitad de año pasó nuevamente a ser jugador de Fénix por 6 meses. En enero de 2016 se da su paso a Sud América.
En mayo de 2016 firma contrato por un año a préstamo para jugar en el Olimpia de la Primera División de Paraguay. En diciembre del mismo año rescinde con Olimpia para volver a jugar a préstamo por un año en Nacional del mismo país.
En enero de 2018 firma contrato por un año con el Club Atlético Peñarol. Su primer gol en el club llegó el 4 de abril, partido correspondiente a la segunda jornada de la Copa Libertadores 2018, donde enfrentaron a Atlético Tucumán, ganando por 3 a 1, convirtiendo el último gol.
En abril de 2021, finalizó su contrato con Defensor y fichó por el Club Atlético Progreso

## Clubes
| Club              | País     | Año       | Partidos | Goles |   |
| ----------------- | -------- | --------- | -------- | ----- | - |
| Rampla Juniros    | Uruguay  | 2010-2012 | 50       | 1     |   |
| Fénix             | Uruguay  | 2012-2014 | 50       | 1     |   |
| Újpest            | Hungría  | 2014      | 13       | 1     |   |
| Sint-Truidense    | Bélgica  | 2015      | 0        | 0     |   |
| Fénix             | Uruguay  | 2015      | 7        | 0     |   |
| Sud América       | Uruguay  | 2016      | 12       | 0     |   |
| Olimpia           | Paraguay | 2016      | 2        | 0     |   |
| Nacional          | Paraguay | 2017      | 32       | 0     |   |
| Peñarol           | Uruguay  | 2018-2019 | 33       | 4     |   |
| Defensor Sporting | Uruguay  | 2020-2021 | 22       | 2     |   |
| CA Progreso       | Uruguay  | 2021      |          |       |   |
|                   | Total    |           |          | 221   | 9 |

## Títulos

### Títulos nacionales
| Título              | Club    | País    | Año  |
| ------------------- | ------- | ------- | ---- |
| Supercopa Uruguaya  | Peñarol | Uruguay | 2018 |
| Torneo Clausura     | Peñarol | Uruguay | 2018 |
| Campeonato Uruguayo | Peñarol | Uruguay | 2018 |